# Якутск вечерний
«Якутск вечерний» (укр. Якутськ вечірній) — суспільно-політична щотижнева газета. Видається з 1994 року в Якутії.

## Історія
У 2003 році публікація в газеті статті «Мене побили міністр ВД та його заступник» стала підставою для порушення кримінальної справи.
Працівники газети стали авторами ідеї встановлення пам'ятника карасю, урочисте відкриття якого відбулося 15 вересня 2012 року на честь святкування 380-річчя міста Якутська.
Газета виступала проти зведення пам'ятника Сталіну в Якутську. Газета та її журналісти піддаються судовому переслідуванню та стеженню з боку спецслужб.
2009 року Федеральне агентство з друку та масових комунікацій включило газету в число ЗМІ, які отримують федеральні гранти за просування в суспільстві «соціально значущих проектів» — публікацій, спрямованих проти корупції в Якутії.

## Нагороди
- 2015 — спеціальна премія Союзу журналістів Росії за реалізацію спеціального проєкту «Коррупции.net»
- 2014 — відзнаку «Золотий фонд преси — 2014»
- 2013 — в Осло газета отримала Премію імені Герда Буцеріуса «Вільна преса Східної Європи[ru]». Номінував газету на премію незалежний журналіст з Калуги Моріц Гатманн[4].

- 2011 — газета посіла перше місце на XV фестивалі ЗМІ «Вся Росія»[1]

- 2011 — газета отримала Премію уряду РФ в області друкованих ЗМІ[5].

- 2010 — бронза на всеросійському конкурсі «Найкраща регіональна газета»[1]
- 2008 — спеціальний диплом Премії імені Андрія Сахарова «За журналістику як вчинок»[1]
- 2008 — спеціальний диплом спілки журналістів та третє місце в номінації «За акцію, яка спричинила найбільший суспільний резонанс» (газета провела громадський референдум та домоглася скасування установки в Якутську пам'ятника Йосипу Сталіну)[1]
- 2006, 2007, 2008,… 2012 — газета шість разів отримувала нагороду «Тираж — рекорд року» від Національної тиражної служби (НТС) Росії в номінації «Вечірня газета»[1].
- 2006 — перше місце в номінації «За акцію, яка спричинила найбільший суспільний резонанс» (газета скасувала через суд незаконне підвищення комунальних платежів та повернула городянам відібрані гроші)[1]
- 2005 — перше місце «За мужність та принциповість у відстоюванні позицій»[1]
- 2004 — Гран-Прі та «Золоте перо» «за висвітлення економічних реформ»[1]
- 2003 — перемога в номінації «Найкраща міська (районна) газета»[1]